# Auferstehungshistorie

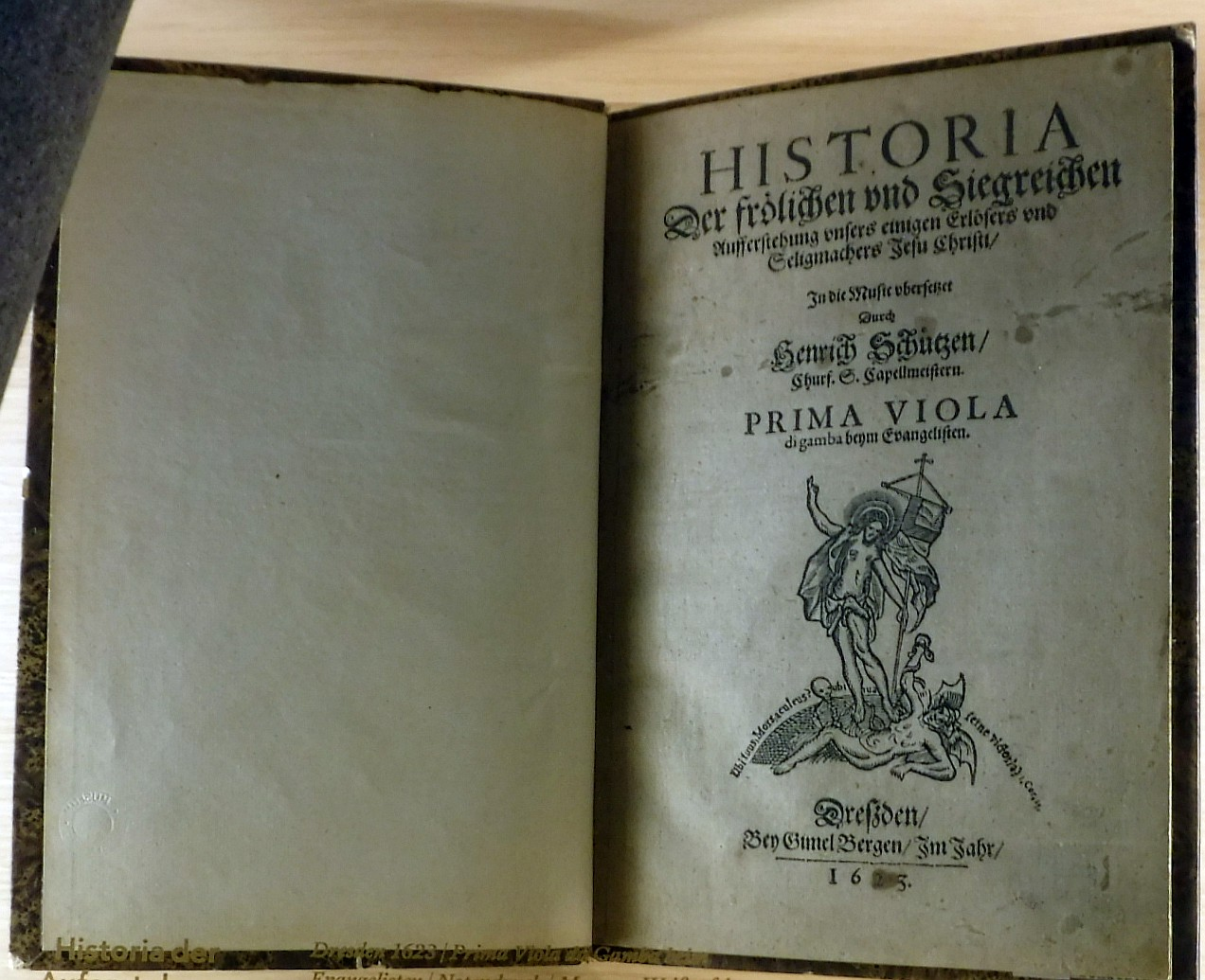
Titelseite der Auferstehungshistorie im Erstdruck von 1623

Die Auferstehungshistorie (SWV 50), voller Titel: Historia der fröhlichen und siegreichen Auferstehung unseres einigen Erlösers und Seligmachers Jesu Christi, ist ein geistliches Chorwerk komponiert von Heinrich Schütz. Es entstand um 1623 und im selben Jahr wurde in Dresden der Erstdruck veröffentlicht.
Die Besetzung ist für sechs- bis achtstimmigen Chor, vier Gamben und Orgel; wahlweise sind als Instrumente auch drei Bratschen, ein Violoncello und ein Cembalo möglich. Der Text stammt aus der auf Johannes Bugenhagen zurückgehenden Passionsharmonie; musikalisch ließ sich Schütz von Antonius Scandellus anregen. Das Werk steht in d-Dorisch und dauert etwa 42 Minuten.

## Werkteile
- Introitus. Die Auferstehung unseres Herren Jesu Christi
- Da der Sabbath vergangen war [Der Ostermorgen]
- Maria aber stund für dem Grabe [Jesus erscheint der Maria Magdalena]
- Die Weiber aber gingen hinnein [Der Jüngling im Grabe]
- Und da sie gingen [Jesus erscheint den Frauen]
- Da sie aber hineingingen [Rat der Hohenpriester]
- Und siehe, zweene aus ihnen gingen [Jesus erscheint den Emmausjüngern]
- Es war aber am Abend des selbigen Sabbaths [Jesus erscheint den elf Jüngern]
- Und abermals sprach er zu ihnen [Der Sendungsbefehl]
- Conclusio. Gott sei dank, Victoria!

## Tonträger
- Heinrich Schütz, Historien der Geburt und Auferstehung Jesu Christi. Kammerchor Stuttgart, Musica Fiata Köln, Barockorchester Stuttgart, Leitung Frieder Bernius. VIVARTE 1992.
- Heinrich Schütz, Historia der Auferstehung Jesu Christi. Ensemble Weser-Renaissance, Leitung Manfred Cordes. Aufnahmeort: Stiftskirche Bassum. Radio Bremen/cpo 2004.
- Heinrich Schütz, Auferstehungshistorie. Dresdner Kammerchor, Leitung Hans-Christoph Rademann. Carus, Schütz-Edition Vol. 9, 2013.